# Heather Armitage
Heather Joy Armitage (poročena Young in McClelland), angleška atletinja, * 17. marec 1933, Colombo, Cejlon.
Nastopila je na poletnih olimpijskih igrah v letih 1952 in 1956, ko je osvojila srebrno medaljo v štafeti 4x 100 m, leta 1952 pa še bronasto in šesto mesto v teku na 100 m. Na evropskih prvenstvih je osvojila naslov prvakinje v teku na 100 m leta 1958, na igrah Skupnosti narodov pa zlato in srebrno medaljo v štafeti 4x100 jardov, srebrno medaljo v teku na 100 jardov in bronasto v teku na 220 jardov.